# Ommata lauracea
Ommata lauracea là một loài bọ cánh cứng trong họ Cerambycidae.